# Clásica de Almería 2016
De 29e editie van de wielerwedstrijd Clásica de Almería werd gehouden op 14 februari 2016. Oorspronkelijk zou de wedstrijd 184 km lang zijn en starten in Almería en eindigen in Roquetas de Mar. Vanwege stormachtige wind werd door de organisatie besloten om in eerste instantie de eerste 15 kilometer geneutraliseerd af te werken, maar dat bleek niet voldoende voor koers veilige omstandigheden. De renners werden per auto naar de finishplaats Roquetas de Mar gebracht en hier werd zes maal een lokale ronde van 3,5 km gereden. De Australiër Leigh Howard kwam als winnaar uit de bus en werd daarmee de opvolger van Mark Cavendish op de erelijst.

## Deelnemende ploegen
| WorldTour       | ProContinentaal                  | Continentaal                  |
| --------------- | -------------------------------- | ----------------------------- |
| Astana Pro Team | Caja Rural-Seguros RGA           | Burgos BH                     |
| BMC Racing Team | CCC Sprandi Polkowice            | Euskadi Basque Country-Murias |
| IAM Cycling     | Cofidis, Solutions Crédits       |                               |
| Movistar Team   | Direct Énergie                   |                               |
| Team Katjoesja  | Funvic Soul Cycles-Carrefour     |                               |
|                 | Gazprom-RusVelo                  |                               |
|                 | Roompot Oranje Peloton           |                               |
|                 | Topsport Vlaanderen-Baloise      |                               |
|                 | Verva ActiveJet Pro Cycling Team |                               |

## Uitslag
| Plaats  | Naam                | Ploeg                            | Tijd   |
| ------- | ------------------- | -------------------------------- | ------ |
| Winnaar | Leigh Howard        | IAM Cycling                      | 28'29" |
| 2       | Aleksej Tsatevitsj  | Team Katjoesja                   | z.t.   |
| 3       | Aleksejs Saramotins | IAM Cycling                      | z.t.   |
| 4       | Bryan Coquard       | Direct Énergie                   | + 5"   |
| 5       | Nacer Bouhanni      | Cofidis, Solutions Crédits       | z.t.   |
| 6       | Raymond Kreder      | Roompot Oranje Peloton           | z.t.   |
| 7       | Paweł Franczak      | Verva ActiveJet Pro Cycling Team | z.t.   |
| 8       | Roman Maikin        | Gazprom-RusVelo                  | + 8"   |
| 9       | Eryk Laton          | CCC Sprandi Polkowice            | z.t.   |
| 10      | José Joaquín Rojas  | Movistar                         | + 11"  |
| 11      | Adrien Petit        | Direct Énergie                   | z.t.   |
| 12      | Bert Van Lerberghe  | Topsport Vlaanderen-Baloise      | z.t.   |
| 13      | Gijs Van Hoecke     | Topsport Vlaanderen-Baloise      | z.t.   |
| 14      | Aleksej Koerbatov   | Gazprom-RusVelo                  | z.t.   |
| 15      | Luis León Sánchez   | Astana Pro Team                  | z.t.   |
| 16      | Matteo Pelucchi     | IAM Cycling                      | z.t.   |
| 17      | Bartłomiej Matysiak | CCC Sprandi Polkowice            | + 15"  |
| 18      | Andrej Solomennikov | Gazprom-RusVelo                  | + 17"  |
| 19      | Michel Kreder       | Roompot Oranje Peloton           | + 20"  |
| 20      | Kamil Gradek        | Verva ActiveJet Pro Cycling Team | + 24"  |

Mannen: 1988 · 1989 · 1990 · 1991 · 1992 · 1993 · 1994 · 1995 · 1996 · 1997 · 1998 · 1999 · 2000 · 2001 · 2002 · 2003 · 2004 · 2005 · 2006 · 2007 · 2008 · 2009 · 2010 · 2011 · 2012 · 2013 · 2014 · 2015 · 2016 · 2017 · 2018 · 2019 · 2020 · 2021 · 2022 · 2023 · 2024 · 2025
Vrouwen: 2023 · 2024 · 2025
Etappewedstrijden

 Ster van Bessèges · 
 Ronde van Valencia · 
 La Méditerranéenne · 
 Ronde van de Algarve · 
 Ruta del Sol · 
 Ronde van de Haut-Var · 
 Ronde van de Provence · 
 Driedaagse van West-Vlaanderen · 
 Internationale Wielerweek · 
 Internationaal Wegcriterium · 
 Driedaagse van De Panne-Koksijde · 
 Ronde van de Sarthe · 
 Ronde van Castilië en León · 
 Ronde van Trentino · 
 Ronde van Kroatië · 
 Ronde van Turkije · 
 Ronde van Yorkshire · 
 Ronde van Asturië · 
 Ronde van Azerbeidzjan · 
 Vierdaagse van Duinkerke · 
 Ronde van Madrid · 
 Ronde van Picardië · 
 Ronde van Cova da Beira · 
 Ronde van Noorwegen · 
 World Ports Classic · 
 Ronde van België · 
 Ronde van Estland · 
 Ronde van Luxemburg · 
 Boucles de la Mayenne · 
 Ster ZLM Toer · 
 Ronde van Slovenië · 
 Ronde van Oostenrijk · 
 Sibiu Cycling Tour · 
 Ronde van Rhône Alpes-Valromey · 
 Ronde van Wallonië · 
 Ronde van Denemarken · 
 Ronde van Portugal · 
 Ronde van Burgos · 
 Ronde van Gévaudan Languedoc-Roussillon · 
 Ronde van de Ain · 
 Ronde van Tsjechië · 
 Arctic Race of Norway · 
 Ronde van de Limousin · 
 Ronde van Poitou-Charentes · 
 Tour des Fjords · 
 Ronde van Groot-Brittannië · 
 Ronde van Toscane · 
 Eurométropole Tour
Eendaagse wedstrijden

 Trofeo Felanitx-Ses Salines-Campos-Porreres · 
 Trofeo Pollença-Port de Andratx · 
 Trofeo Serra de Tramuntana · 
 Trofeo Playa de Palma-Palma · 
 GP La Marseillaise · 
 Grote Prijs van de Etruskische Kust · 
 Ronde van Murcia · 
 Clásica de Almería · 
 Trofeo Laigueglia · 
 Omloop Het Nieuwsblad · 
 Classic Sud Ardèche · 
 GP Lugano · 
 Kuurne-Brussel-Kuurne · 
 La Drôme Classic · 
 Le Samyn · 
 Strade Bianche · 
 GP Industria & Artigianato · 
 Ronde van Drenthe · 
 Nokere Koerse · 
 GP Nobili Rubinetterie · 
 Handzame Classic · 
 Classic Loire-Atlantique · 
 Grote Prijs van Cholet-Pays de Loire · 
 Dwars door Vlaanderen · 
 Route Adélie de Vitré · 
 Grote Prijs Miguel Indurain · 
 Volta Limburg Classic · 
 Ronde van La Rioja · 
 Parijs-Camembert · 
 Scheldeprijs · 
 Klasika Primavera · 
 Brabantse Pijl · 
 GP Denain · 
 Ronde van de Finistère · 
 Ronde van de Apennijnen · 
 Tro-Bro Léon · 
 La Roue Tourangelle · 
 Rund um den Finanzplatz Eschborn-Frankfurt · 
 Velothon Wales · 
 Grote Prijs van de Somme · 
 Grote Prijs van Plumelec · 
 Boucles de l'Aulne  · 
 Velothon Berlin · 
 GP Kanton Aargau · 
 Ronde van Keulen · 
 Ronde van Limburg · 
 Velothon Copenhagen · 
 Halle-Ingooigem · 
 GP Cerami · 
 Velothon Stuttgart · 
 Prueba Villafranca de Ordizia · 
 Rad am Ring · 
 Circuito de Getxo · 
 RideLondon Classic · 
 Polynormande · 
 Dwars door het Hageland · 
 Arnhem-Veenendaal Classic · 
 GP Jef Scherens · 
 GP Stad Zottegem · 
 Druivenkoers Overijse · 
 Schaal Sels · 
 Brussels Cycling Classic · 
 GP Fourmies · 
 Velothon Stockholm · 
 Ronde van de Doubs · 
 GP van Wallonië · 
 Coppa Bernocchi · 
 Coppa Agostoni · 
 Kampioenschap van Vlaanderen · 
 Grote Prijs Impanis-Van Petegem · 
 Memorial Marco Pantani · 
 GP van Isbergues · 
 GP Industria & Commercio di Prato · 
 Coppa Sabatini · 
 Ronde van Emilia · 
 Duo Normand · 
 GP Beghelli · 
 Ronde van de Drie Valleien · 
 Milaan-Turijn · 
 Ronde van Piemonte · 
 Ronde van de Vendée · 
 Ronde van het Münsterland · 
 Binche-Chimay-Binche · 
 Parijs-Bourges · 
 Parijs-Tours · 
 Nationale Sluitingsprijs